# Kleine Emme
Kleine Emme är en flod i Schweiz kantoner Obwalden och Luzern.
Kleine Emme skall inte förväxlas med Emme (Grosse Emme) i kantonerna Bern och Solothurn, en högerbiflod till Aare

## Sträckning
Waldemme rinner norrut från Brienzer Rothorn genom Entlebuch och passerar orten Flühli. Efter sammanflödet med vänsterbifloden Weissemme ovanför Schüpfheim kallas floden Kleine Emme. Vid Wolhusen viker floden av österut och mynnar efter ytterligare 17km i Reuss mellan Luzern och Emmen.

## Hydrologi
Som i många andra floder i bergstrakter är vattenföringen genomsnittligt låg, men vid starkt regn stiger den snabbt, vilket kan bli en fara för badande. Under åren 1978 till 2014 var den genomsnittliga vattenföringen 15,7 m³/s. Vid ett högvatten år 2005 uppmättes en vattenföring av 650 m³/s.

## Vattenkraft
I den nedre delen, från Wolhusen till Luzern, finns fyra vattenkraftverk.